# Gauche verte (Pays-Bas)
Pour les articles homonymes, voir Gauche verte et GL.
La Gauche verte (en néerlandais : GroenLinks, abrégé en GL) est un parti politique néerlandais. Il défend une société écologiste, socialement progressiste et tolérante. Le mouvement de jeunesse du parti est DWARS. Le parti cohabite avec Les Verts, qui ont plus une vocation régionale.

## Histoire

### Avant 1989
La Gauche verte est créée le 24 novembre 1990, de la fusion du Parti communiste des Pays-Bas (CPN), du Parti politique des radicaux (PPR, gauche chrétienne), du Parti socialiste pacifiste (PSP) et du Parti populaire évangélique (EVP).
Ces quatre partis, situés à la gauche du Parti travailliste, sont alors surnommés « la petite gauche ». Lors des élections de 1972, ils obtiennent séparément encore un total de 16 sièges, avant de chuter à six sièges en 1977. À partir de ce moment-là, certains militants commencent à plaider pour une coopération entre ces formations.
Cette coopération prend forme dans les années 1980, à l'occasion des élections municipales, provinciales et législatives en raison du haut pourcentage de votes nécessaire pour obtenir des sièges. En 1984, le PPR, le CPN et le PSP forment l'Accord progressiste vert (Groen Progressief Akkoord) qui présente une liste commune pour les élections européennes. Ils gagnent un siège, occupé successivement par le PSP et le PPR.
Les membres de ces partis se retrouvent également dans les mouvements de protestation extraparlementaires contre l'énergie nucléaire et les armes nucléaires. Plus de 80 % des membres du PSP, du CPN et du PPR adhèrent aux manifestations de masse contre le nucléaire en 1981 et 1983.
La coopération entre ces partis et les changements idéologiques qui l'accompagnent, conduisent à des dissensions internes. Le CPN, qui est un mouvement révolutionnaire marxiste-léniniste, se transforme en un parti révolutionnaire. En 1982, une partie de ses membres fait sécession pour fonder la Ligue des communistes aux Pays-Bas.
Avant les élections de 1986, le CPN et le PPR proposent une coopération électorale au PSP. Cela provoque une crise au sein de ce parti. Son président, Fred van der Spek, opposé à cette coopération, est alors remplacé par Andrée van Es. Van der Spek fonde par la suite sa propre formation, le Parti pour le socialisme et le désarmement. Le congrès du PSP de 1986 rejette toutefois la proposition de coopération.
Lors des élections de 1986, ces partis perdent tous des sièges. Le CPN et l'EVP disparaissent même du Parlement, le PPR et le PSP n'ayant respectivement plus que deux et un siège. La pression à collaborer s'accentue encore.
En 1989, le PSP ouvre des discussions avec le PPR et le PCN. Cette initiative est soutenue par une lettre ouverte de syndicalistes, écologistes et intellectuels qui appellent à la création d'une formation progressiste à la gauche du Parti travailliste. Lorsqu'il devient clair que le CPN veut conserver son identité communiste, le PPR quitte les discussions.
Cependant, cette même année, le gouvernement tombe et des élections anticipées sont convoquées. Des négociations reprennent entre les trois formations, auxquelles se joint cette fois l'EVP. Même si la direction du PPR est quelque peu réticente au début, les congrès des partis approuvent le programme commun et une liste de candidats l'été suivant. Une association nommée Gauche verte est créée pour permettre aux sympathisants, membres d'aucun des quatre partis, de soutenir tout de même le mouvement. Au même temps, une liste commune baptisée Arc-en-ciel (Regenboog) est présentée aux élections européennes.
En 1990, le parti est officiellement fondé.

### De 1989 à 1994: débuts
Les quatre partis se présentent donc aux élections législatives avec une liste commune sous le nom « Gauche verte ». La liste est organisée de façon que chaque parti soit représenté et que de nouvelles personnalités puissent faire leur entrée au Parlement. Le PPR, le plus grand parti, obtient la première et la cinquième place de la liste ; le PSP la deuxième et la sixième ; le CPN la troisième ; l'EVP la onzième. Paul Rosenmöller, un dirigeant syndicaliste de Rotterdam, est le premier candidat indépendant, sur la quatrième place de la liste. Lors des élections, les partis, avec six sièges, doublent leur nombre de sièges par rapport à 1986, en dépit d'attentes plus élevées.
Le processus de fusion se poursuit quand même entre 1989 et 1991. Un comité est organisé pour le parti en formation, ainsi qu'un Conseil Gauche verte où les quatre partis et les membres de l'association Gauche verte sont représentés. Réticentes à l'origine, les trois organisations de jeunesse (la ligue générale de la jeunesse néerlandaise, CPN, les groupes de travail de la jeunesse pacifiste et socialiste, PSP, et le Parti de la jeunesse radicale, PPR) fusionnent finalement pour former DWARS.
En 1990, une opposition se forme contre le cours modéré et écologiste de la Gauche verte. De nombreux membres du PSP s'unissent dans le Forum de gauche en 1992 et sont rejoints par leur ancien dirigeant, Van der Spek. De la même manière, des anciens membres du CPN rejoignent la Ligue des communistes, qui devint le Nouveau Parti communiste. Néanmoins, les congrès des quatre partis fondateurs acceptent de s'auto-dissoudre pour donner définitivement naissance à la Gauche verte en 1991.
Malgré les dissensions internes, la Gauche verte est la seule formation politique présente au Parlement à s'opposer à la Guerre du Golfe en 1991. Ils déclarent en revanche soutenir les missions de maintien de la paix si celles-ci sont dirigées par les Nations unies.
En 1992, Ria Beckers démissionne du Parlement. Peter Lankhorst reprend alors temporairement la tête du groupe.

### Depuis 1994: dans l'opposition
Avant les élections de 1994, la Gauche verte organise une élection interne pour désigner son nouveau président. Une coprésidence finalement est élue, associant Ina Brouwer, ancienne membre du CPN, et Mohammed Rabbae, ancien président du Centre néerlandais pour les étrangers.
Lors des élections législatives de 1994, la Gauche verte perd un siège pour n'en avoir plus que cinq. Le Parti travailliste connait également des pertes.
Après les élections, Ina Brouwer quitte le Parlement et son poste de coprésidente. Elle est remplacée par Rosenmöller, qui devient le meneur non officiel de l'opposition au cabinet Kok I, le principal parti d'opposition, l'Appel chrétien-démocrate (CDA), étant incapable de s'adapter à son nouveau rôle de parti d'opposition. Rosenmöller instaure une nouvelle stratégie : la Gauche verte doit présenter des alternatives au lieu de se contenter de rejeter les propositions faites par le gouvernement ; il se présente comme « Premier ministrable ».
À l'occasion des élections de 1998, la formation fait plus que doubler son nombre de sièges, passant de cinq à onze. Ces résultats permettent à de nouvelles personnalités d'émerger au sein du parti.
La guerre du Kosovo, en 1999, divise le parti : les parlementaires au Sénat soutiennent l'intervention de la communauté internationale, tandis que ceux de la Chambre des représentants s'y opposent. Après un débat interne, le parti se réunit derrière une ligne favorable à une intervention militaire si qu'elle se limite aux cibles militaires.
En 2001, le groupe parlementaire soutient tout d'abord l'intervention en Afghanistan après les attaques terroristes du 11 septembre. Il revient toutefois sur sa position devant l'opposition de nombreux anciens membres du PSP ainsi que de l'organisation de jeunesse du parti, la DWARS. Le parti demande alors d'arrêter cette opération.
Les élections de 2002 sont caractérisées par un changement du climat politique aux Pays-Bas. Ces élections sont marquées par l'entrée en politique de Pim Fortuyn, commentateur politique de droite dure demandant des restrictions de l'immigration. Quelques jours avant les élections, Pim Fortuyn est assassiné. La Gauche verte perd un siège lors des législatives, bien qu'elle n'obtienne davantage de voix qu'en 1998.
Rosenmöller commence à recevoir des menaces de mort contre lui, sa femme et ses enfants. Il quitte le Parlement avant les élections anticipées de 2003, ces menaces persistantes étant la principale motivation de son retrait. Femke Halsema lui succède à la présidence et en tant que tête de liste. Le parti perd deux sièges aux élections de 2003.
Le parti s'oppose vigoureusement à la guerre d'Irak. Ses dirigeants prennent part aux manifestations, organisant notamment le congrès du parti à Amsterdam le jour de la principale manifestation, laissant un intervalle de temps pour permettre à ses membres d'aller manifester.
En 2010 est élue au poste de chef politique Jolande Sap. À la suite des mauvais résultats du parti aux législatives de 2012, elle démissionne. Bram van Ojik lui succède jusqu'en 2015, date à laquelle Jesse Klaver est élu dirigeant.
Les élections législatives de 2017 sont marquées par une forte poussée du parti, puisqu'il devance le Parti travailliste, parti historiquement dominant de la gauche néerlandaise, au coude-à-coude avec le Parti socialiste.

## Résultats électoraux

### Élections législatives
| Année | Voix                                                  | %                                                     | Rang                                                  | Sièges   | Gouvernement |
| ----- | ----------------------------------------------------- | ----------------------------------------------------- | ----------------------------------------------------- | -------- | ------------ |
| 1989  | 362 304                                               | 4,1 %                                                 | 6e                                                    | 6 / 150  | Opposition   |
| 1994  | 311 399                                               | 3,5 %                                                 | 6e                                                    | 5 / 150  | Opposition   |
| 1998  | 625 968                                               | 7,3 %                                                 | 5e                                                    | 11 / 150 | Opposition   |
| 2002  | 660 692                                               | 7,0 %                                                 | 5e                                                    | 10 / 150 | Opposition   |
| 2003  | 495 802                                               | 5,1 %                                                 | 6e                                                    | 8 / 150  | Opposition   |
| 2006  | 453 054                                               | 4,6 %                                                 | 6e                                                    | 7 / 150  | Opposition   |
| 2010  | 628 096                                               | 6,7 %                                                 | 7e                                                    | 10 / 150 | Opposition   |
| 2012  | 213 757                                               | 2,3 %                                                 | 8e                                                    | 4 / 150  | Opposition   |
| 2017  | 959 600                                               | 9,1 %                                                 | 5e                                                    | 14 / 150 | Opposition   |
| 2021  | 537 308                                               | 5,2 %                                                 | 7e                                                    | 8 / 150  | Opposition   |
| 2023  | Au sein de l’alliance Parti travailliste-Gauche verte | Au sein de l’alliance Parti travailliste-Gauche verte | Au sein de l’alliance Parti travailliste-Gauche verte | 13 / 150 | Opposition   |

### Parlement européen
| Année | Voix                                                  | Rang                                                  | Mandats | Groupe    |
| ----- | ----------------------------------------------------- | ----------------------------------------------------- | ------- | --------- |
| 1994  | 3,7 %                                                 | 6e                                                    | 1 / 38  | Verts     |
| 1999  | 11,9 %                                                | 4e                                                    | 4 / 31  | Verts/ALE |
| 2004  | 7,4 %                                                 | 4e                                                    | 2 / 27  | Verts/ALE |
| 2009  | 8,9 %                                                 | 6e                                                    | 3 / 25  | Verts/ALE |
| 2014  | 7,0 %                                                 | 8e                                                    | 2 / 26  | Verts/ALE |
| 2019  | 10,9 %                                                | 5e                                                    | 3 / 26  | Verts/ALE |
| 2024  | Au sein de l’alliance Parti travailliste-Gauche verte | Au sein de l’alliance Parti travailliste-Gauche verte | 4 / 31  | Verts/ALE |